# Feltre
Feltre là một đô thị thuộc tỉnh Belluno trong vùng Vénétie nước Ý. Đô thị này có diện tích 100 km², dân số thời điểm 31 tháng 12 năm 2006 là 20.335 người.
Đô thị này có làng trực thuộc: Anzù, Arson, Canal, Cart, Cellarda, Croci, Farra, Foen, Grum, Lamen, Lasen, Mugnai, Nemeggio, Pont, Pren, Sanzan, Tomo, Umin, Vellai, Vignui, Villabruna, Villapaiera, Zermen.
Đô thị này có làng giáp các đô thị sau: Cesiomaggiore, Fonzaso, Lentiai, Mezzano, Pedavena, Quero, Seren del Grappa, Sovramonte, Vas.